# تسوكاسا هوجو
تسوكاسا هوجو (باليابانية: 北条 司) هو مانغاكا ياباني، من مواليد 5 مارس 1959 في كيتاكيوشو. درس التصميم الفني في جامعة كيوشو سانغيو حيث بدأ في رسم المانغا. من ابرز أعماله سيتي هانتر.

## الأعمال
- سيتي هانتر
- عين القطة

## وصلات خارجية
- تسوكاسا هوجو على موقع IMDb (الإنجليزية)
- تسوكاسا هوجو على موقع ميوزك برينز (الإنجليزية)
- تسوكاسا هوجو على موقع قاعدة بيانات الفيلم (الإنجليزية)
- تسوكاسا هوجو على موقع ANN person (الإنجليزية)